# Lonchopria inca
Lonchopria inca är en biart som beskrevs av Cockerell 1914. Lonchopria inca ingår i släktet Lonchopria och familjen korttungebin. Inga underarter finns listade i Catalogue of Life.